# 水沢インターチェンジ
水沢インターチェンジ（みずさわインターチェンジ）は、岩手県奥州市水沢佐倉河にある、東北自動車道のインターチェンジ。奥州市水沢地区・江刺地区および大船渡市への最寄りとなるインターチェンジ。

## 道路
- E4 東北自動車道（36番）
- 接続する道路：国道4号（水沢東バイパス）

## 料金所
- ブース数：6

### 入口
- ブース数：2
  - ETC専用：1
  - 一般：1

### 出口
- ブース数：4
  - ETC専用：1
  - 一般：3

## 周辺
- 奥州市街（旧水沢市街・旧江刺市街）
- えさし藤原の郷
- 水沢競馬場
- 胆沢城跡
- 水沢流通団地
- プラザイン水沢

## 隣
E4 東北自動車道
(35)平泉前沢IC - 前沢SA - (35-1)奥州スマートIC - (36)水沢IC - (36-1)北上金ヶ崎IC/PA